# Endless Summer (chanson de Scooter)
Pour les articles homonymes, voir Endless Summer.
Singles de Scooter
Friends
(1995) Back in the U.K.
(1995)
Endless Summer est une chanson de Scooter extraite de l'album ...and the Beat Goes On! et sortie en juillet 1995. La chanson apparaît sur The Move Your Ass E.P., sorti uniquement au Royaume-Uni.

## Liste des pistes
| 1. | Endless Summer (Maxi-Version) | 5:14 |
| 2. | Across The Sky                | 5:44 |

## Classements et certifications

### Classements hebdomadaires

#### Endless Summer
| Classement (1995)                  | Meilleure position |
| ---------------------------------- | ------------------ |
| Allemagne (Media Control AG)       | 5                  |
| Autriche (Ö3 Austria Top 40)       | 18                 |
| Espagne (PROMUSICAE)               | 8                  |
| Finlande (Suomen virallinen lista) | 13                 |
| France (SNEP)                      | 48                 |
| Italie (FIMI)                      | 10                 |
| Pays-Bas (Nederlandse Top 40)      | 35                 |
| Suisse (Schweizer Hitparade)       | 11                 |

#### The Move Your Ass E.P.
| Classement (1995)              | Meilleure position |
| ------------------------------ | ------------------ |
| Royaume-Uni (UK Singles Chart) | 23                 |

### Certifications
| Pays             | Certification | Date | Ventes  |
| ---------------- | ------------- | ---- | ------- |
| Allemagne (BVMI) | Or            | 1995 | 250 000 |